# Коня (вилает)
Ко̀ня (на турски: Konya) е вилает без излаз на море в Централна Мала Азия, Турция. Административен център на вилаета е едноименният град Коня. Вилает Коня е с население от 2 205 609 души (2018) и обща площ от 38 873 кв. км, което го прави най-големият по площ вилает в Турция. Разделен е на 32 общини. Губернатор е Вахдетин Йокзан.

## Население
Численост на населението на вилаета и на едноименният град според преброяванията през годините:
| Година | Вилает       | Град      |
| ------ | ------------ | --------- |
| 1990   | Няма информ. | 513 346   |
| 2000   | 2 192 166    | 742 690   |
| 2012   | 2 033 227    | 1 073 791 |
| 2018   | 2 180 149    | 1 256 487 |
| 2023   | 2 296 347    | 1 365 287 |